# Otto Hohls
Otto Hohls (* 5. März 1862 in Hermannsburg, Natal; † 31. Oktober 1899 vor Ladysmith (Südafrika), Natal) war ein südafrikanischer Generalarzt.

## Leben
Als Sohn eines Superintendenten der Hannoverschen Mission geboren, studierte Hohls nach dem Besuch des Domgymnasiums Verden (Aller) und in Hamburg Medizin in Marburg, Erlangen und Straßburg. Während seines Studiums wurde er 1880 Mitglied der Burschenschaft Alemannia Marburg, 1884 der Burschenschaft Frankonia Erlangen und 1885 der Burschenschaft Germania Straßburg. Er wurde zum Dr. med. promoviert und kehrte 1888 nach Südafrika zurück, wo er als praktischer Arzt und Distriktsarzt in Greenersteur van Zoutpansberg bei Pietersburg arbeitete. 1899 ging er als Militärarzt bei der Staatsartillerie nach Pretoria. Er wurde von Petrus Jacobus Joubert zur Artillerie berufen und wurde Oberster Leiter des gesamten Sanitätswesens und später Generalarzt des Buren-Heeres. Er starb 1899 während des Zweiten Burenkrieges.